# Stift Heiligenkreuz
Het Stift Heiligenkreuz is een cisterciënzenklooster bij Heiligenkreuz in het Wienerwald (Neder-Oostenrijk). Het bestaat zonder onderbreking sinds de stichting in het jaar 1133 en behoort daarmee tot de oudste cisterciënzenkloosters ter wereld.

## Geschiedenis

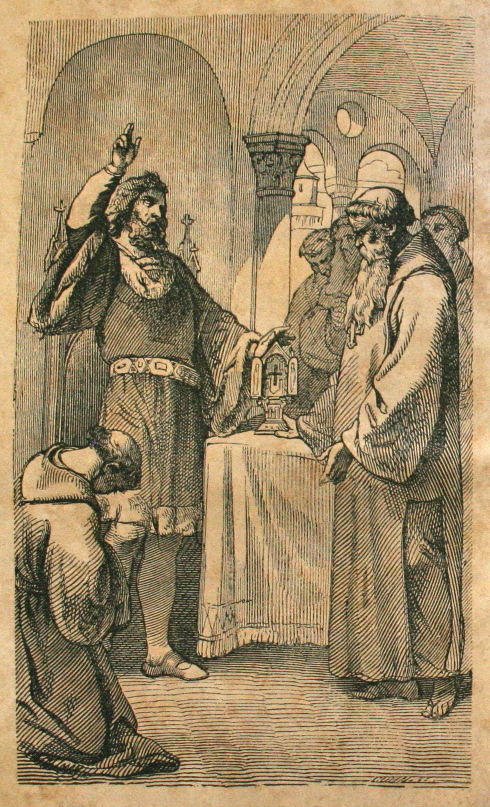
Leopold V schenkt in 1188 de kruisrelikwie aan het stift

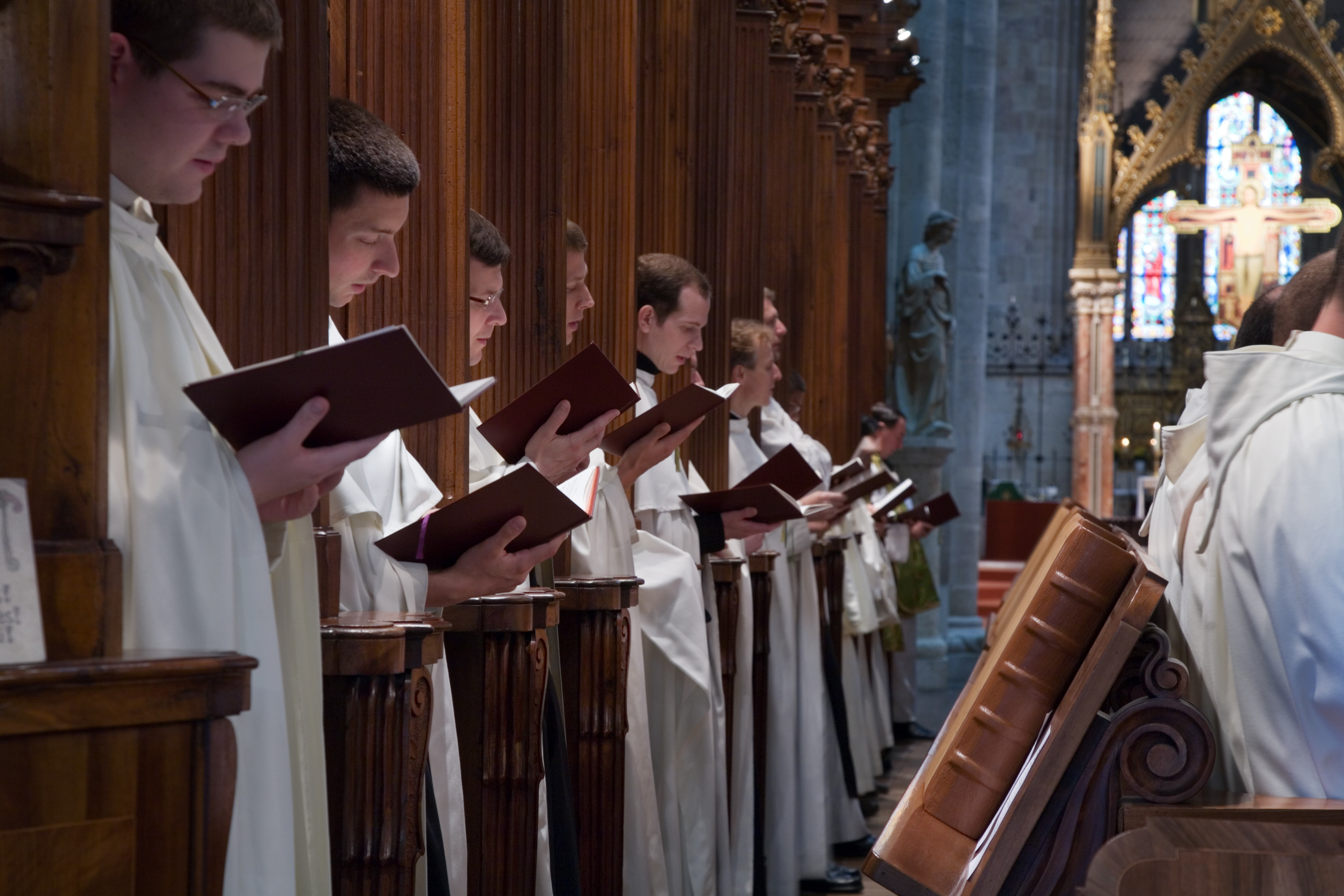
Het monnikenkoor van Heiligenkreuz

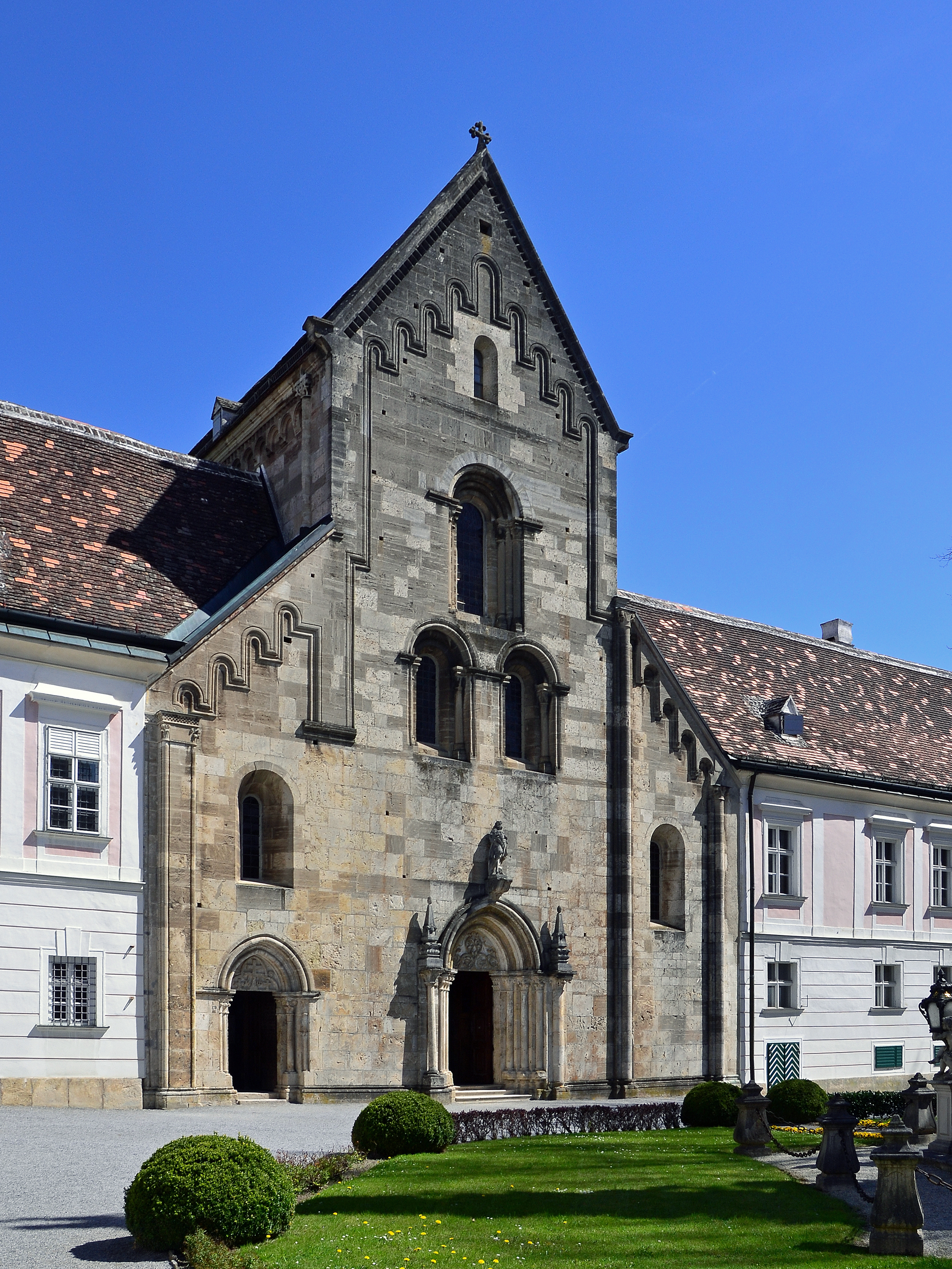
stiftskerk

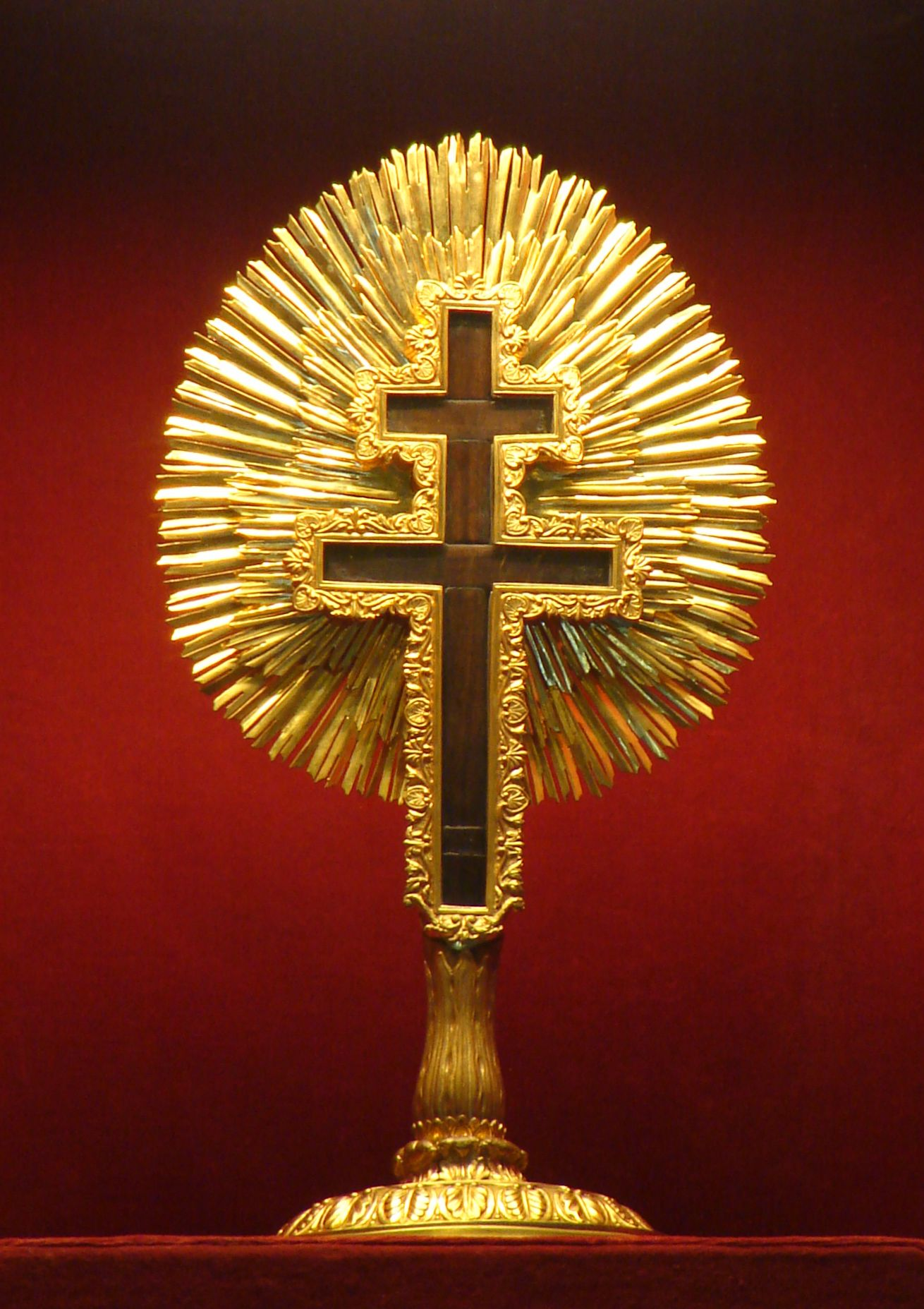
Het kruisrelikwie

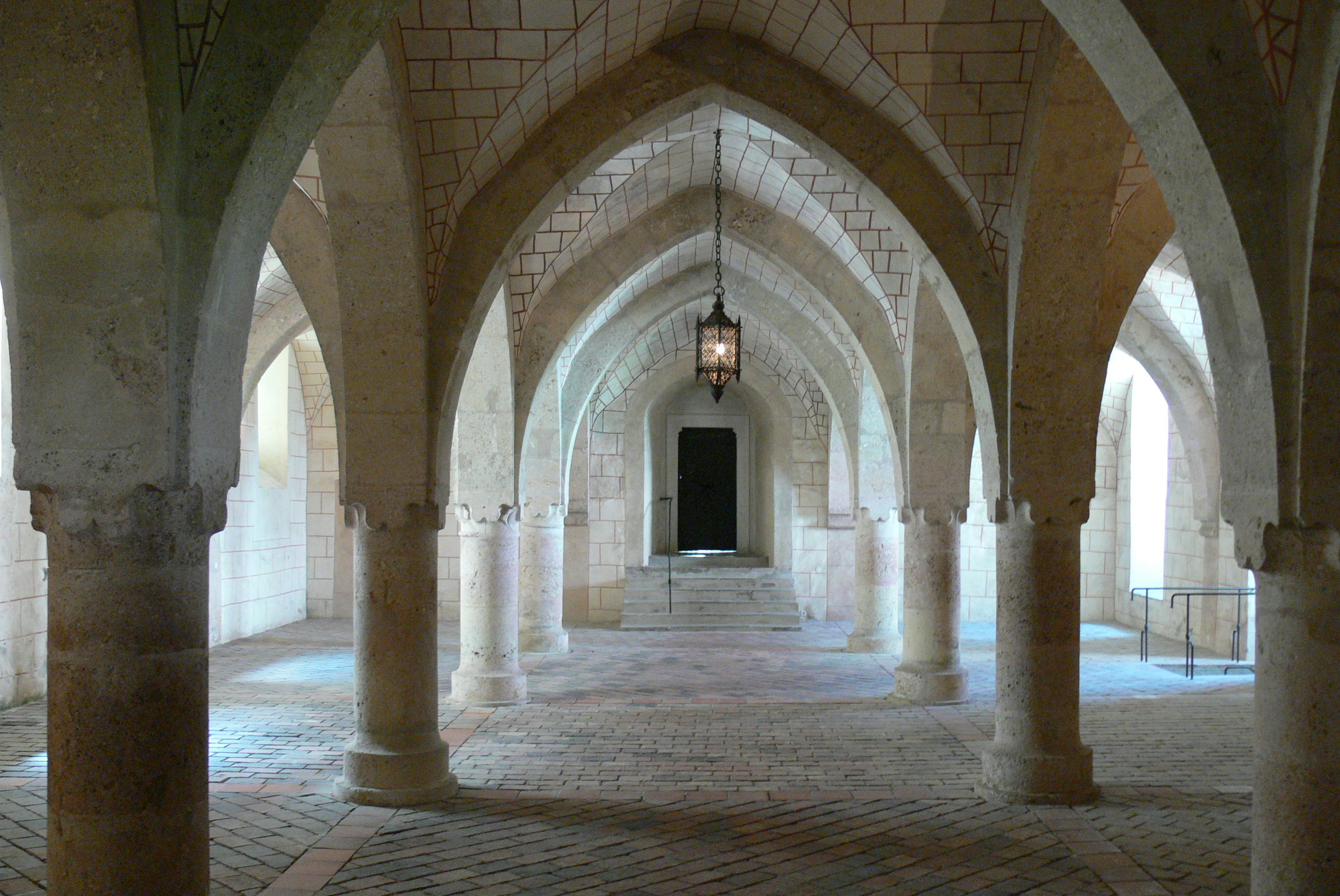
Fraterie

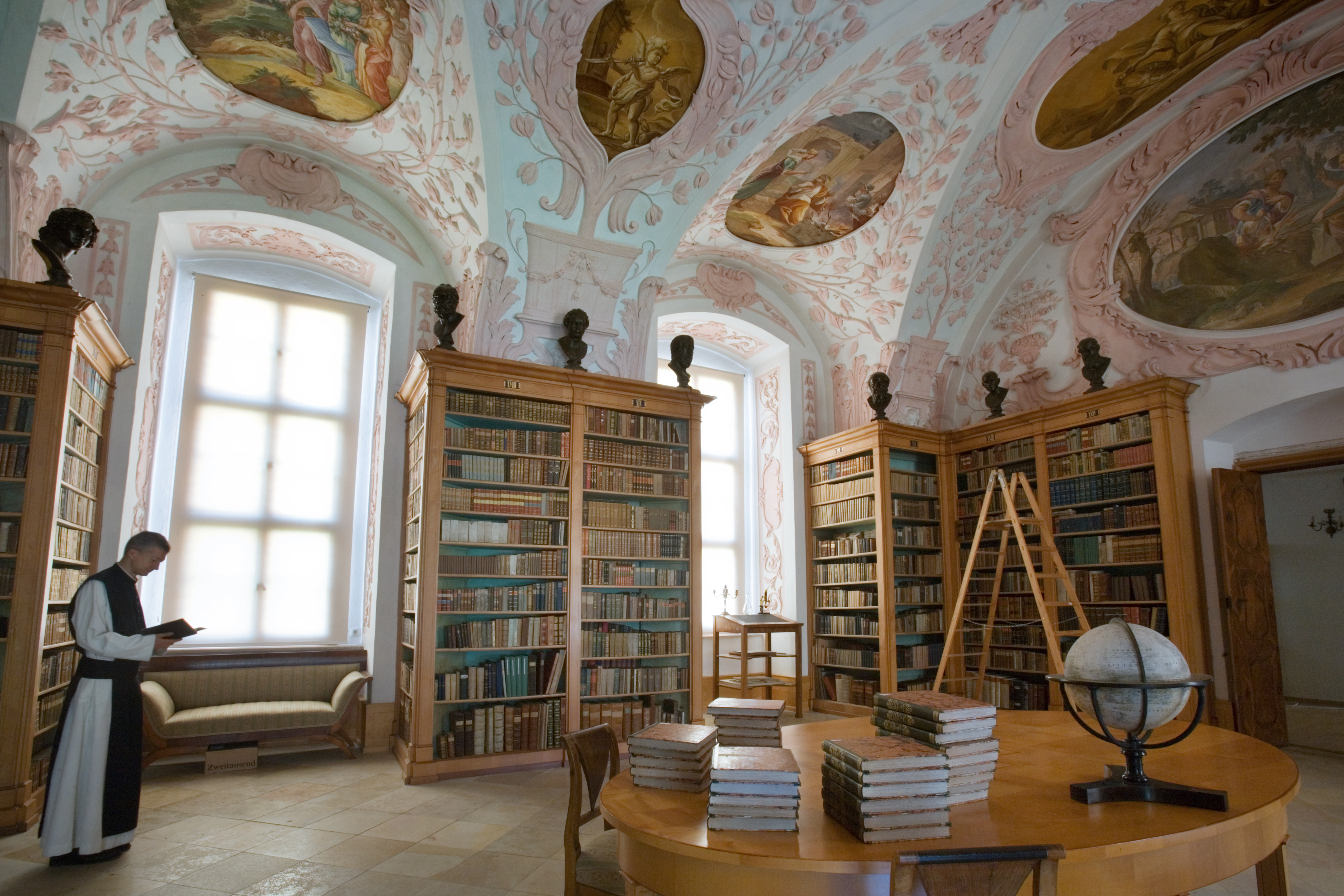
Bibliotheek

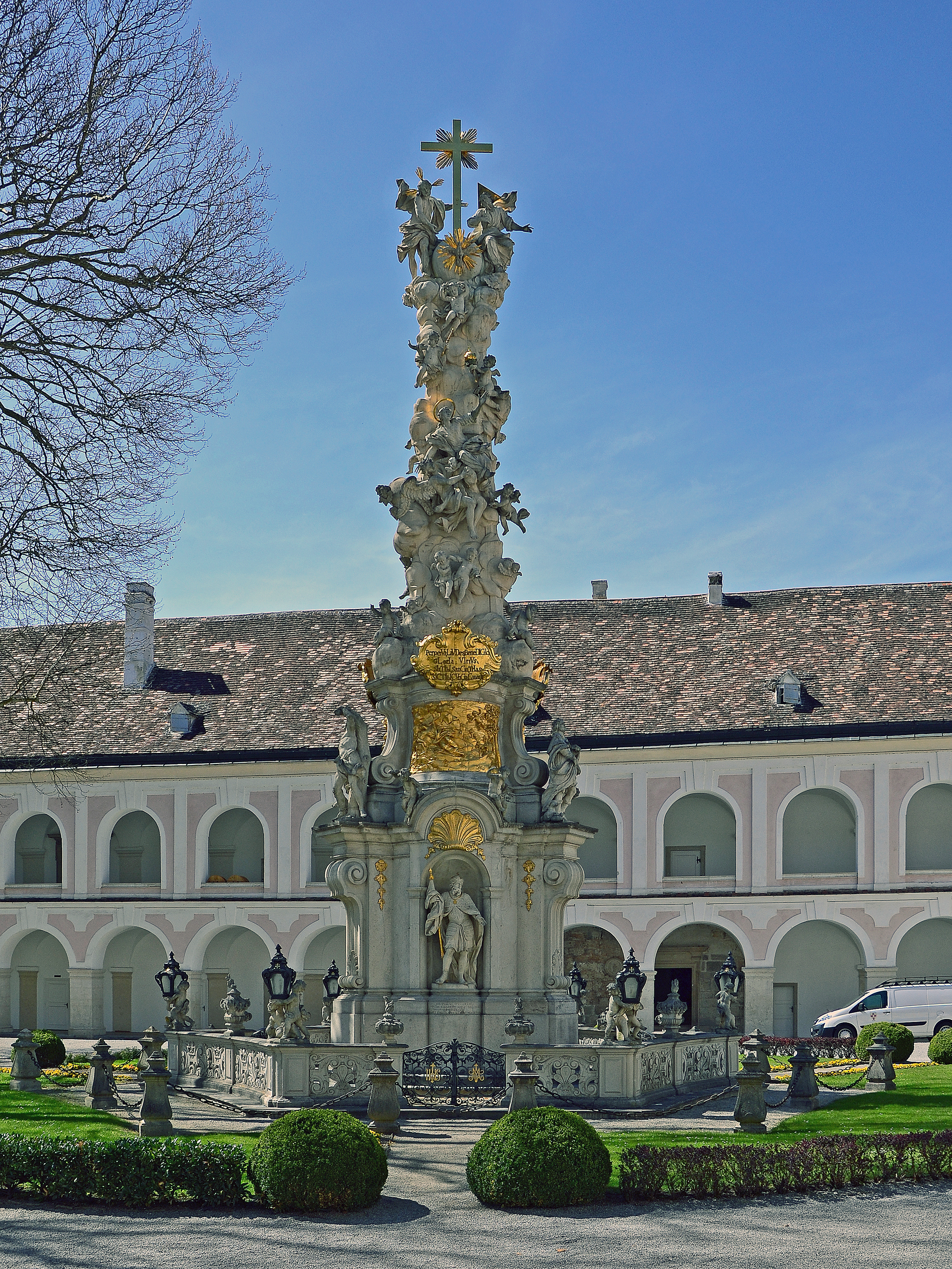
Barokke Drievuldigheidszuil (pestzuil)

Het klooster werd in 1133 gesticht door markgraaf Leopold III op verzoek van zijn zoon Otto, die al snel abt van de cisterciënzenabdij van Morimond in Bourgondië en daarna bisschop van Freising werd. De eerste twaalf monniken kwamen op uitnodiging van Leopold III met hun abt Gottschalk uit Morimond. De datum van de consecratie was 11 september 1133. Ze noemden het klooster Heiligenkreuz (Heilig Kruis), als een teken van toewijding aan de verlossing door het Kruis.
Op 31 mei 1188 schonk Leopold V het klooster een relikwie van het Ware Kruis, dat door de eeuwen heen bewaard bleef en te vinden is in de kapel van het Heilig Kruis. Leopold V had het relikwie gekregen van koning Boudewijn IV van Jeruzalem.
Heiligenkreuz werd rijkelijk bedeeld door de stichters, de Babenbergdynastie, en droeg bij aan de stichting van vele nevenvestigingen:
- 1138: Stift Zwettl, Neder-Oostenrijk (nog bestaand);
- 1141: Stift Baumgartenberg, Opper-Oostenrijk (opgeheven in 1784);
- 1142: Abdij Czikador, Hongarije (opgeheven in 1526);
- 1194: Klooster Marienberg, Burgenland (opgeheven in 1526);
- 1206: Stift Lilienfeld, Neder-Oostenrijk (nog bestaand);
- 1263: Sancta Corona (Tsjechisch: Zlatá Koruna), Bohemen (opgeheven in 1785);
- 1327: Stift Neuberg in Stiermarken (opgeheven in 1785);
- 1734: Klooster Szentgotthárd, Hongarije (tot 1878)
- 1988: Kloster Stiepel, Bochum-Stiepel, Duitsland.

Voorts gaf Heiligenkreuz substantiële ondersteuning bij de herstichting van het klooster van Vyšší Brod in Tsjechië.
In de 15e en 16e eeuw werd het stift regelmatig getroffen door epidemieën, overstromingen en branden. Het klooster leed ernstig onder de oorlogen met de Turken in 1529 en 1683. In het laatste jaartal brandden Turkse horden veel van de kloostergebouwen neer, die later onder abt Klemens Schäfer op een grotere schaal in barokke stijl werden herbouwd.
Tijdens de secularisatie van talrijke kloosters onder keizer Jozef II werd Heiligenkreuz gespaard, omdat de monniken zich sinds de contrareformatie bezighielden met onderwijs en pastorale zorg.

### 20e eeuw
Na de annexatie aan het Derde Rijk in 1938 werd het klooster bedreigd door plannen om een snelweg aan te leggen, waarvoor het kloostercomplex moest worden afgebroken. De plannen werden na de oorlog gewijzigd en de snelweg voert tegenwoordig ten noorden aan Heiligenkreuz voorbij. Tegen het einde van de Tweede Wereldoorlog werden de klokken uit de toren geroofd ten behoeve van de oorlogsindustrie. Ook de Russische bezetting bedreigde het monastieke leven, maar het klooster bleef al die tijd steeds operationeel.
Voor meer dan 800 jaar bleef het stift een belangrijk spiritueel centrum in Oostenrijk. Vele manuscripten werden hier vervaardigd, bekend zijn ook de composities van Alberich Mazak (1609–1661). In onze dagen kreeg het klooster nieuwe bekendheid dankzij een opname in 2008 van de succesvolle CD "Chant: Music For Paradise" met gregoriaanse muziek. Andere opnames volgden.
In 1976 werd het in het klooster gevestigde Institutum Theologicum tot Hogeschool verheven; het is tegenwoordig de grootste priesteropleiding in de Duitstalige landen. In Heiligenkreuz bevindt zich eveneens het Leopoldinum, een priesterseminarie.
Het Kruisrelikwie bevindt zich tegenwoordig in de in 1983 gebouwde Kruiskapel (Kreuzkapelle). De relieken van de zalige Otto (1112–1158), bisschop van Freising (1138–1158), liggen in een waardevolle schrijn in de sokkel van het hoogaltaar. Daarnaast wordt in het hoogaltaar van de stiftskerk een deel van de doornenkroon van Christus bewaard.
Naast de gebruikelijke klokken bezit Heiligenkreuz het enige carillon van Oostenrijk, waarbij 43 klokken middels een klaviatuur worden aangespeeld. Het klokkenspel wordt jaarlijks in het eerste weekeinde van de augustus concertant bespeeld; het hele jaar wordt telkens om tien minuten voor het hele uur een kerklied uit de overeenkomende liturgische periode ten gehore gebracht.
Paus Benedictus XVI bezocht op 9 september 2007 het stift en de hogeschool.

## Stiftskerk
Tegen het einde van de 12e eeuw werd de drieschepige basiliek in romaanse stijl voltooid. Het hoofdportaal is een driedelig archivoltenportaal met een gesloten timpaan en muurzuilen. In het midden van de buitenste boog staat op een console een heiligenbeeld. Op de beide buitenste kanten van het portaal staan ter hoogte van de boog op een aan muur aangebrachte halfzuil kleine oblisken, toevoegsels uit de renaissance periode.
Het oudste deel van de kerk is het kerkschip. Op de zuidelijke zijde van het kerkschip sluit een twee verdiepingen tellende kruisgang aan.
Het eveneens oorspronkelijk romaanse transept onderging met het vergroten van de kerk naar het oosten met een even breed, rechthoekig, hooggotisch hallenkoor een aanzienlijke gotisering, hetgeen vooral te zien is aan de oostelijke muur en de gewelven. In de noordelijke transeptarm bevindt zich het in 1997 gerestaureerde Kober-orgel, waarvan de hoogte haast tot het gewelf reikt. Het orgel stamt uit 1804 en bezit 55 registers en twee manualen. Beroemde componisten als Franz Schubert en Anton Bruckner speelden ooit op dit orgel, dat het eerste grote romantische orgel van Oostenrijk is. Tegenover het Kober-orgel bevindt zich een klein, eveneens gerestaureerd, koororgel uit 1746.
Aan de bouw van het hallenkoor ging een aanmerkelijk kleiner romaans koor vooraf, dat nauwelijke groter was als het middenschip. Samen met het transept overtreft het koor het kerkschip in lengte.    
Het houtsnijwerk van het barokke koorgestoelte in het in de 15e eeuw gebouwde koor werd in 1707 door Giovanni Giuliani (1664–1744) gemaakt. De ramen bevatten voor ongeveer de helft nog het originele glas uit 1290. Latere barokke verbouwingen werden tegen het einde van de 19e eeuw weer ongedaan gemaakt. Uit die periode dateert ook een nieuwe neogotische zijgalerij, waarop zich het kleine orgel bevindt, dat tot 1894 in de altaarruimte stond.
Het schilderij De opname van Maria in de hemel van Johann Michael Rottmayr op de zijmuur van het koor is het schilderij van het barokke altaar dat bij de regotisering in de 19e eeuw moest wijken.

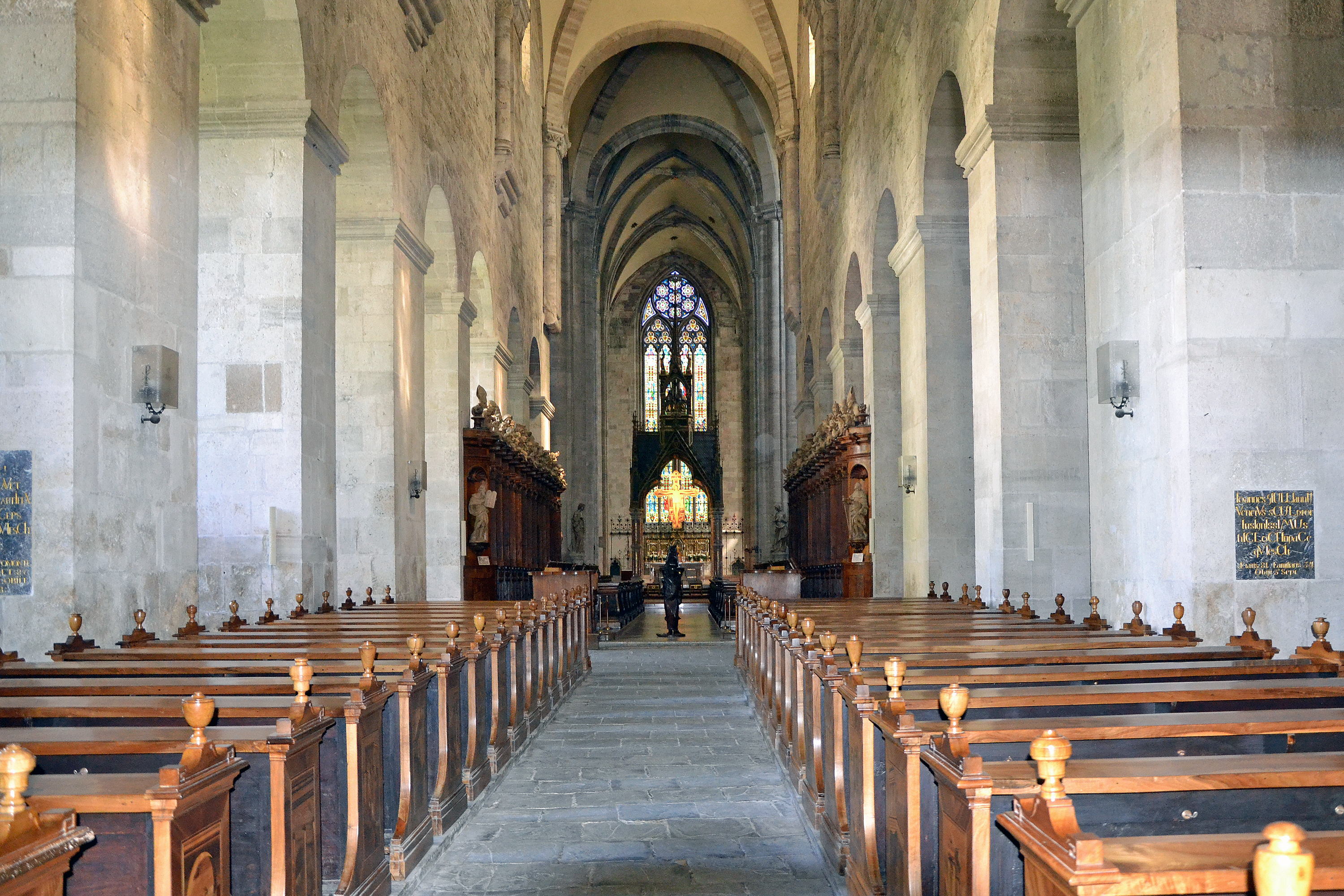
Interieur
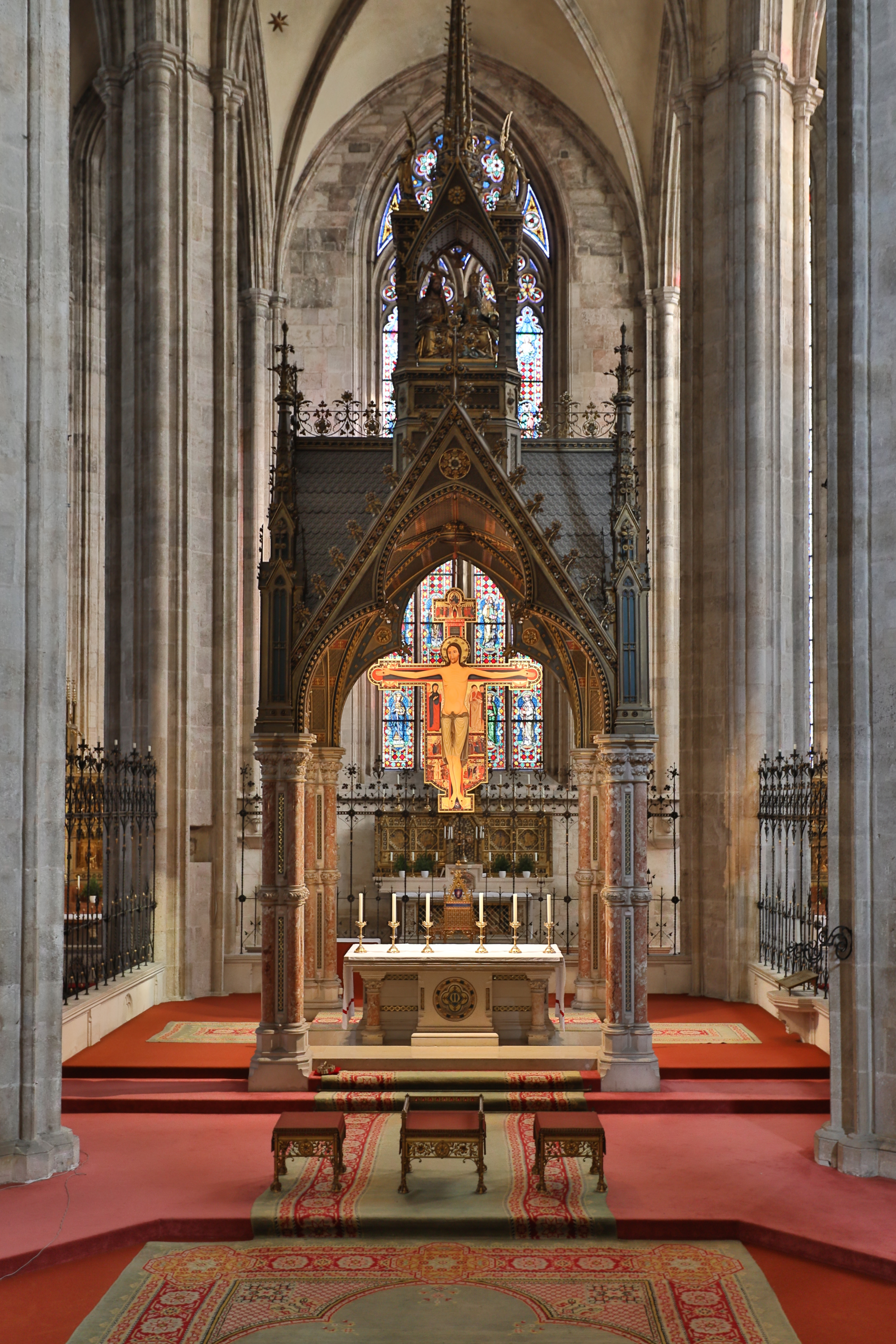
Hoogaltaar
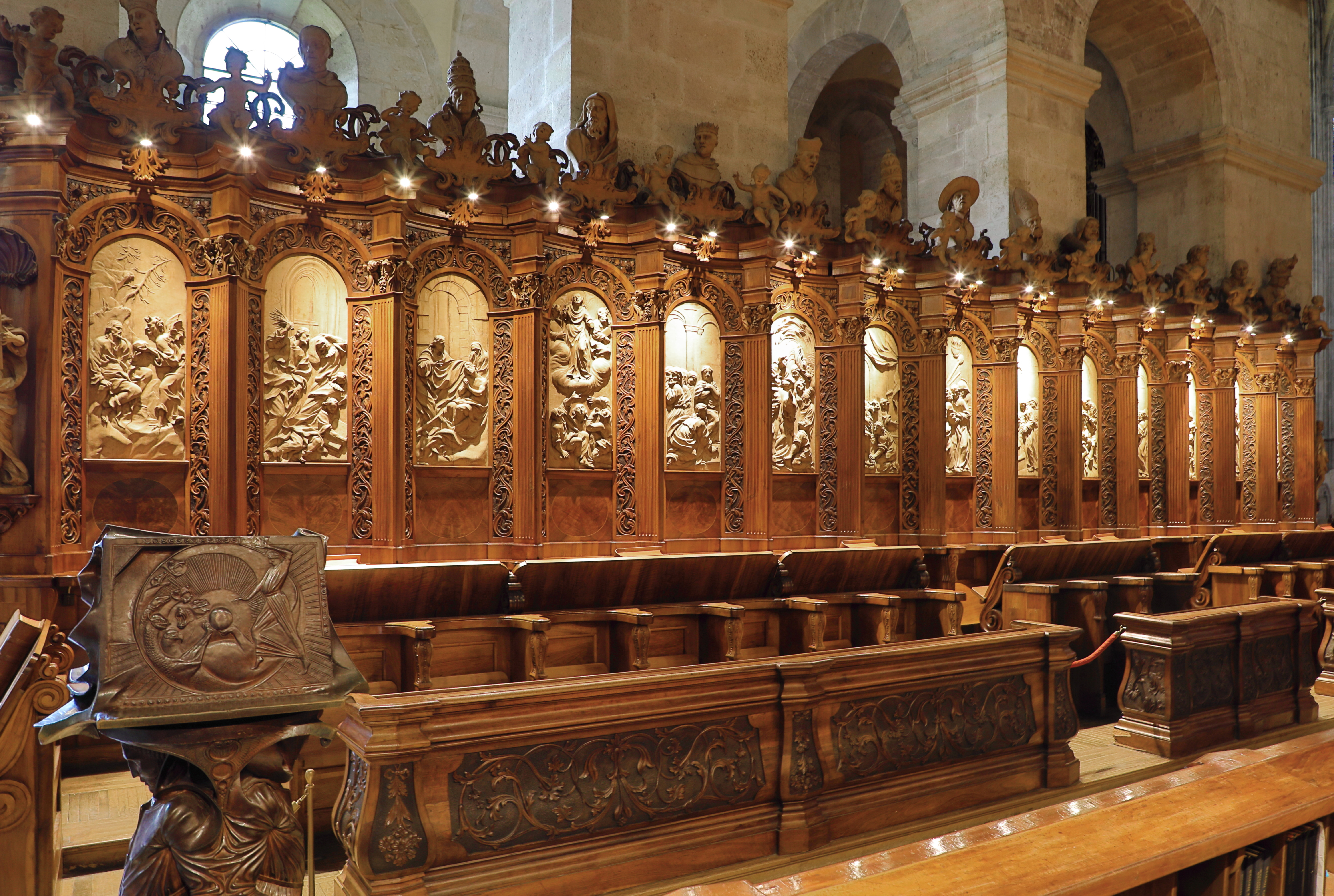
Koorgestoelte
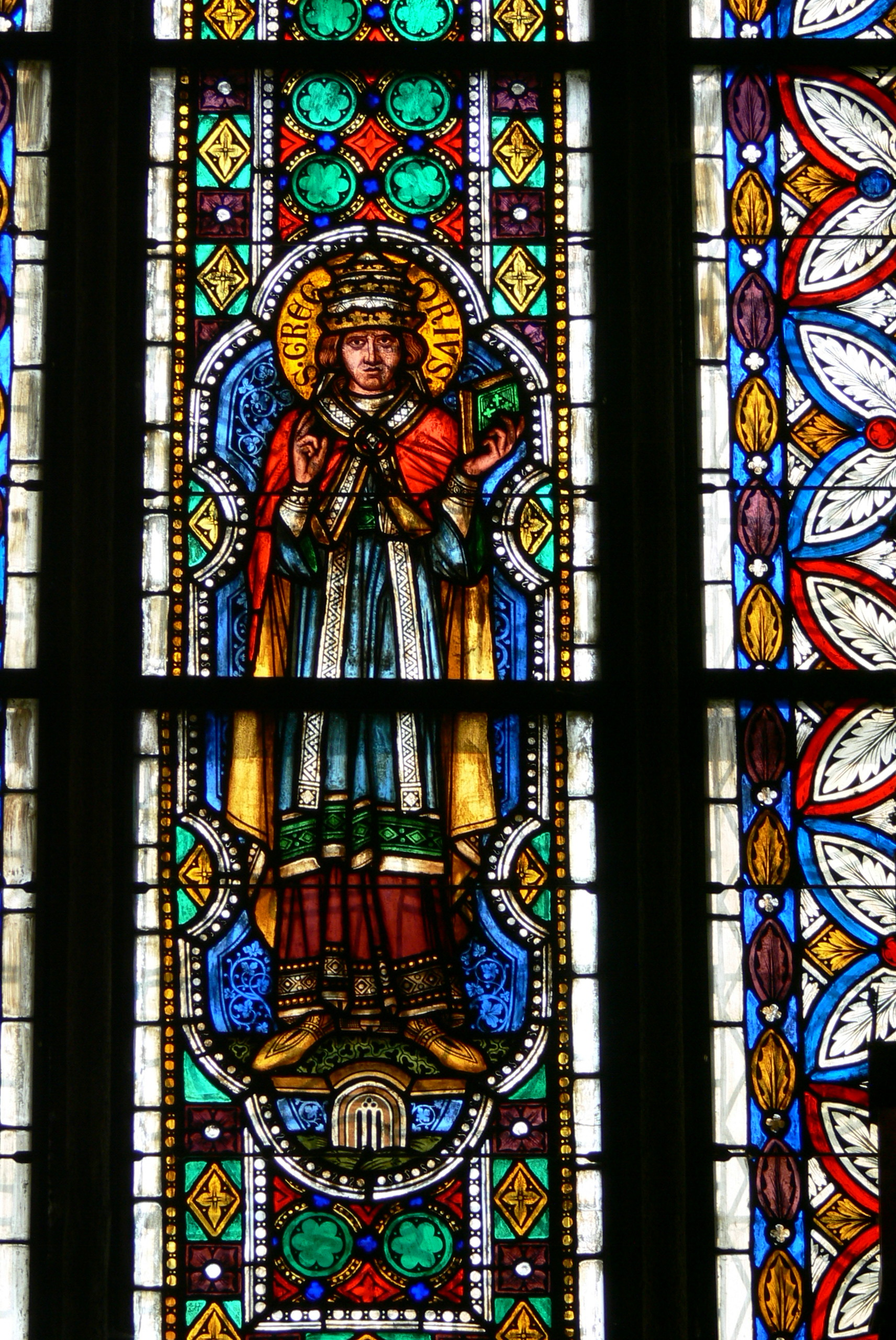
Neogotisch venster Paus Gregorius I

## Kapittelzaal

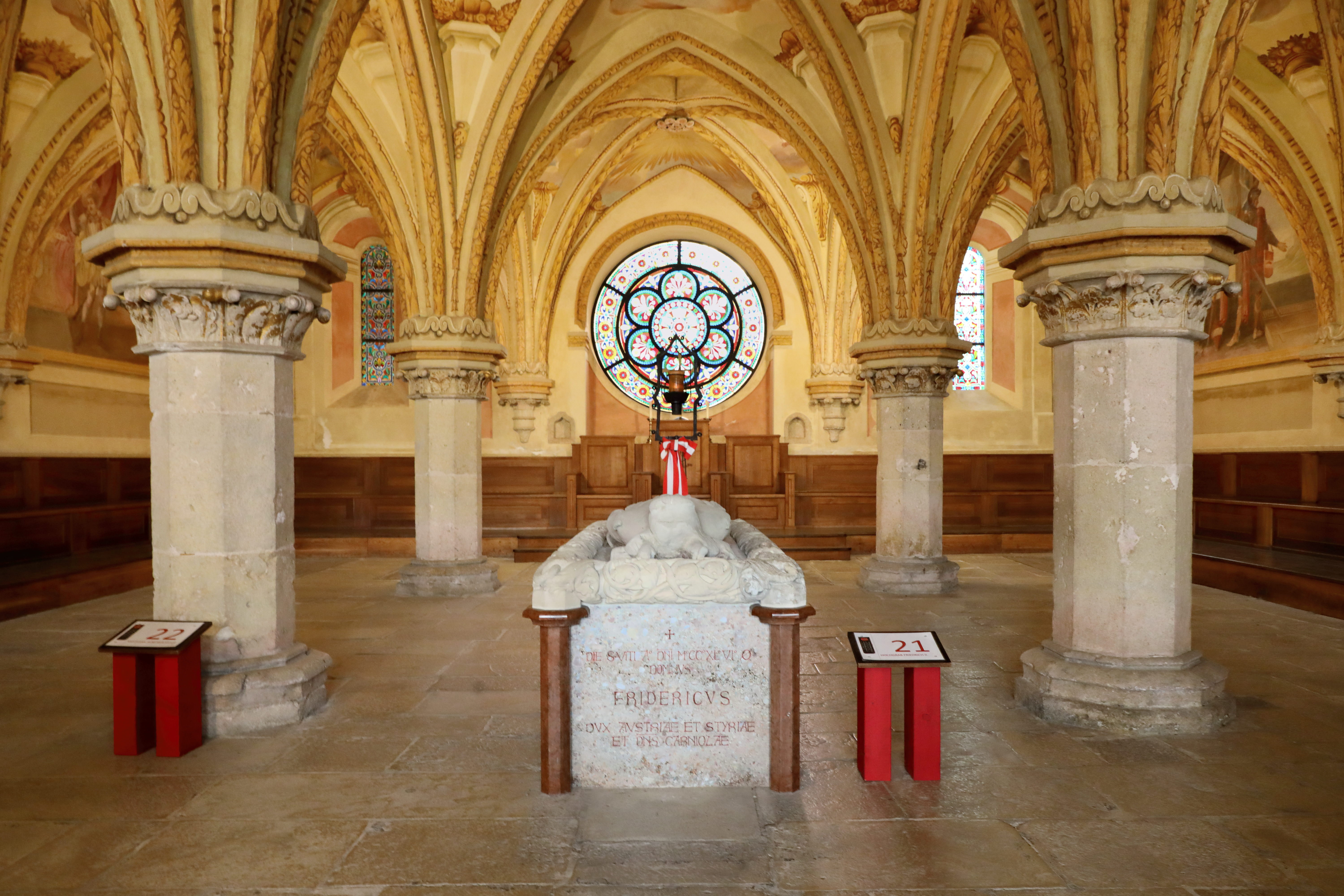
Kapittelzaal

In de kapittelzaal werden leden van het huis Babenberg begraven. Er bevinden zich nog eenvoudige grafzerken in de vloer. Voor hertog Frederik de Strijdbare, de laatste van het huis Babenberg die Oostenrijk regeerde en die het stift royaal ondersteunde, werd een tombe opgericht. De barokke fresco's in de kapittelzaal stellen de begraven personen voor. De kruisribgewelven hebben en barokke facelift ondergaan.

## Fraterie
In de zogenaamde Fraterie werkten de broeders. De uit 1240 stammende ruimte is nog geheel origineel, dat geldt zelfs voor het grootste deel van de beschildering. Hier timmerden de monniken en werden schoenen en kleding gemaakt. Naast deze middeleeuwse werkplaatsen bevond zich hier het scriptorium, waar monniken boeken schreven en/of kopieerden. Het was ook de enige verwarmde ruimte van het klooster. De verwarmingsruimte (het calefactorium) werd eerst in 1992 ontdekt en is via een trap te bezichtigen.

## Bernarduskapel
De Bernarduskapel (Bernardikapelle) dient van Allerheiligen tot Pasen als winterkapel. De binnenlengte bedraagt 20,2 meter, de breedte 7,3 meter. Het betreft het laatste bouwwerk dat in de middeleeuwen werd gebouwd. Oorspronkelijk was de kapel aan de heilige Erasmus van Antiochië gewijd. Aan de noordelijke kant van het koor bevond zich een middeleeuwse sacramentstoren, die de 19e eeuw niet overleefde. Op de zuidelijke zijde bevond zich tot in de 20e eeuw een barok portaal.

## Dodenkapel

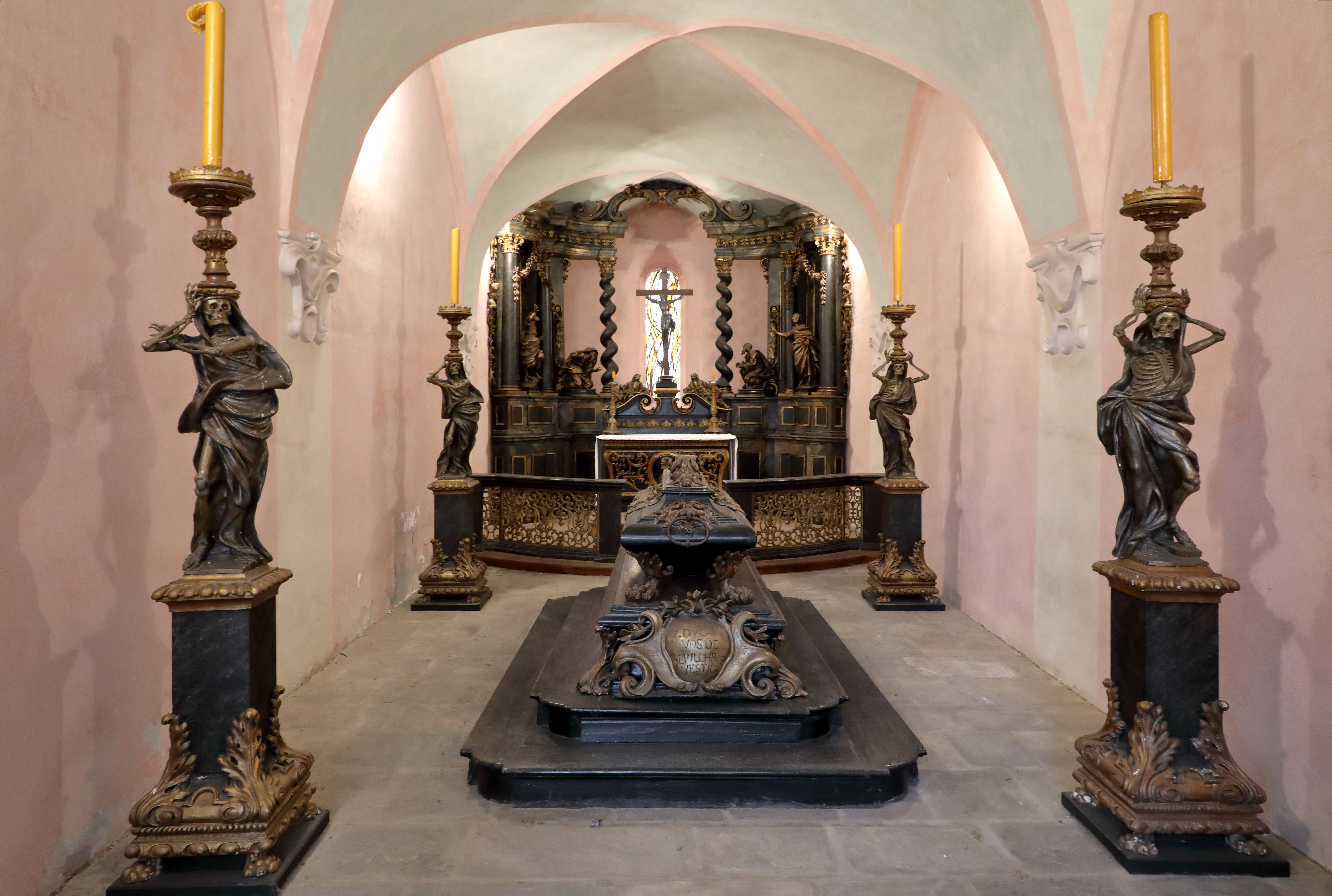
Dodenkapel

De Dodenkapel (Totenkapelle) tussen de kapittelzaal en de fraterie was in de middeleeuwen vermoedelijk het "parlatorium", de enige ruimte waar het de monniken mochten spreken. Sinds 1713 is de smalle met kruisgraadgewelven overdekte ruimte als dodenkapel in gebruik. Giovanni Giuliani was verantwoordelijk voor de kunstzinnige vormgeving. De dansende skeletten verlichten met toortsen voor de gestorven broeder, die in het midden de kapel wordt opgebaard, de weg naar de eeuwigheid.

## Annakapel
In dezelfde tijd als de Dodenkapel werd ook de Annakapel (Annakapelle), tussen het hallenkoor van de kerk en de kapittelzaal, voltooid. Hier werd in de middeleeuwen de boekenverzameling van het convent bewaard. Omdat boeken als geestelijke wapenkamer werd beschouwd noemde men de ruimte ook wel het armatorium.

## Sacristie

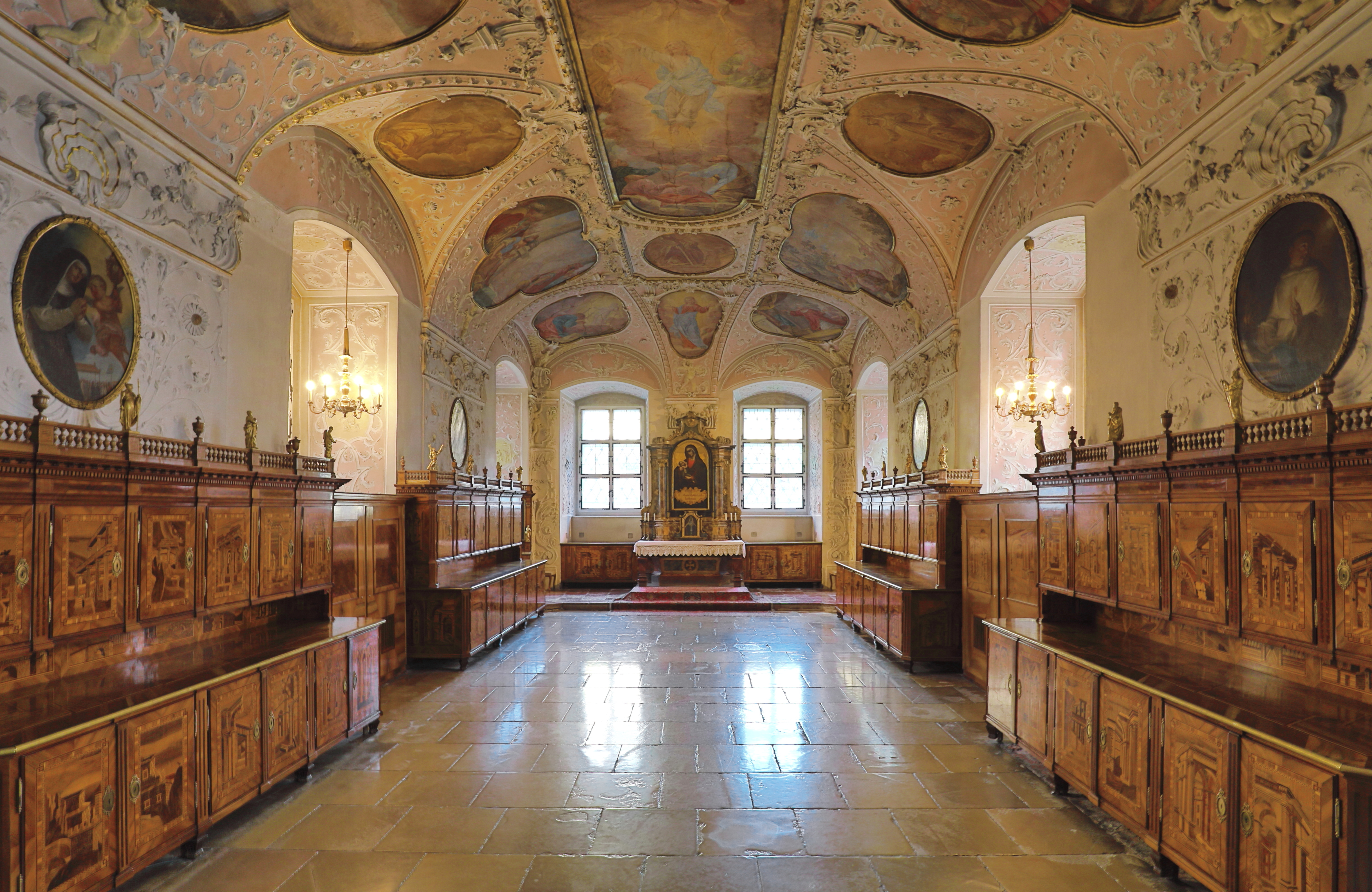
Sacristie

De sacristie werd in de 17e eeuw aan de zuidoostelijke hoek van het gotische hallenkoor toegevoegd. De rechthoekige ruimte met grote ramen op drie zijden bezit een stucplafond in de vorm van een spiegelgewelf. In de sacristie bevinden zich hoogwaardige rococofresco's.

## Oude Poort
De Oude Poort (Alte Pforte) is een kleine ruimte waardoor men in de middeleeuwen direct van buiten in de zuidwestelijke hoek van de kruisgang terechtkwam. Het barokke plafondfresco toont de Moeder Gods, de heilige Benedictus (in zwart habijt) en de heilige Bernardus (in wit habijt).

## Klokkentoren
Alhoewel de cisterciënzer kerken gewoonlijk geen klokkentoren bezitten, werd er in 1674 in de hoek tussen het noordelijke zijschip en de noordelijke transeptarm een barokke toren gebouwd. Daarvoor diende de kleine dakruiter als vervanging van de klokkentoren, die eveneens werd gebarokkiseerd.

## Fontein
In de middeleeuwen was het bronnenhuis de enige waterbron voor het hele klooster. Deze gotische ruimte in de kloostergang werd in 1295 voltooid. Bezienswaardig zijn hier de gotische ramen met voorstellingen van de Babenbergers, de in de sluitsteen van het gewelf tronende Christus (het eiken origineel bevindt zich in het museum) en de renaissance bron.